# الدولة السرية البولندية
الدولة السرية البولندية هو مصطلح يوصف منظمات المقاومة السرية في بولندا خلال الحرب العالمية الثانية، العسكرية والمدنية على حد سواء، والتي كانت موالية لحكومة جمهورية بولندا في المنفى في لندن. تم تأسيس العناصر الأولى للدولة السرية في الأيام الأخيرة من الغزو الألماني والسوفييتي لبولندا، في أواخر سبتمبر 1939. اعتبر أنصار الدولة السرية بمثابة استمرار قانوني لجمهورية بولندا قبل الحرب (ومؤسساتها الذي شن كفاحاً مسلحاً ضد قوى الاحتلال في البلاد: ألمانيا النازية والاتحاد السوفيتي. لم تشمل الدولة السرية فقط المقاومة العسكرية التي تعد من أكبر منظمات الكفاح المسلح في العالم،[b] بل شملت أيضا أيضًا الهياكل المدنية، مثل التعليم والثقافة والخدمات الاجتماعية.
على الرغم من أن الدولة السرية كانت تتمتع بدعم واسع طوال الحرب، إلا أنها لم تكن مدعومة أو معترف بها من قبل أقصى اليسار (الشيوعيين). عارض القوميون من المعسكر الوطني الراديكالي فالانجا والمعسكر الوطني الراديكالي ABC الاحتلال الألماني لبولندا واستعيض عن الحركتين بسرعة بـ Konfederacja Narodu، وهو جزء من الدولة السرية البولندية التي تضمنت أيضًا معظم أعضاء ما قبل الحرب. انخفض تأثير الشيوعيين في نهاية المطاف وسط الانتكاسات العسكرية (وأبرزها فشل انتفاضة وارسو ) والعداء المتزايد لاتحاد الجمهوريات الاشتراكية السوفياتية. أنشأ الاتحاد السوفيتي حكومة بديلة بديلة في عام 1944 ( اللجنة البولندية للتحرير الوطني ) وتأكد من أنها شكلت الأساس لحكومة ما بعد الحرب في بولندا. أثناء الاستيلاء الشيوعي المدعوم من الاتحاد السوفيتي على بولندا في نهاية الحرب، تمت مقاضاة العديد من أعضاء الدولة السرية تحت اسم الخونة المزعومين وماتوا في الأسر. بعد أن تخلت عن الحلفاء الغربيين، ووجدت أنه من المستحيل التفاوض مع السوفييت، وترغبً في تجنب حرب أهلية، حلت المؤسسات الرئيسية للدولة السرية في النصف الأول من عام 1945.
في نهاية المطاف، شارك مئات الآلاف من الأشخاص بشكل مباشر مع وكالات مختلفة تابعة للدولة السرية، وكانت مدعومًا بهدوء من قبل الملايين من المواطنين البولنديين. اعتمد الأساس المنطقي وراء إنشاء سلطة مدنية سرية على حقيقة أن الاحتلال الألماني والسوفيتي لبولندا كان غير قانوني. وبالتالي، فإن جميع المؤسسات التي أنشأتها القوى المحتلة تعتبر غير قانونية، وتم إنشاء مؤسسات بولندية موازية سرية وفقًا للقانون البولندي. ساعدت أفعال المحتلين (الذين حاولو تدمير الدولة البولندية وطمس الأمة وثقافتها، بطرق أهمها سياسات الإبادة الجماعية التي استهدفت المواطنين البولنديين) الدولة السرية بالحصول على دعم شعبي لحركة المقاومة البولندية وتطورها.
خلال حقبة الحرب الباردة، تم تقييد البحوث على الدولة السرية من قبل المسؤولين الشيوعيين البولنديين، الذين أكدوا بدلاً من ذلك على الدور الذي لعبه الشيوعيون في المقاومة المناهضة للنازية. وبالتالي، حتى وقت قريب، تم إجراء الجزء الأكبر من الأبحاث التي أجريت حول هذا الموضوع من قبل علماء بولنديين يعيشون في المنفى.

## التاريخ

### 1939-1940: التكوين
يعكس تاريخ الدولة السرية البولندية تاريخ المقاومة البولندية غير الشيوعية بشكل عام. تعود أصول الدولة السرية إلى (Służba Zwycięstwu Polski)، التي تأسست في 27 سبتمبر 1939، قبل يوم واحد من استسلام العاصمة البولندية وارسو، في الوقت الذي هزم فيه البولنديين في وارسو بدا الغزو الألماني لبولندا (يرافقه السوفياتي). تلقى مؤسس SZP الجنرال ميكاي كاراسيفيتش-توكاروفسكي أوامر من القائد الأعلى للقوات البولندية المارشال إدوارد ريدز-ميميجوي لتنظيم أعمال المقاومة في بولندا المحتلة. قرر كاراسيفيتش-توكاروفسكي أن المنظمة التي كان يقوم بإنشائها ضرورية لتجاوز التنسيق العسكري الصارم؛ وتماشياً مع تقاليد الحكومة العسكرية البولندية السرية في القرن التاسع عشر والمنظمة العسكرية البولندية في الحرب العالمية الأولى، ستحتاج إلى تضمين مختلف جوانب الحياة المدنية. وبالتالي، فإن الحزب الاشتراكي الموحد، على اتصال مع الحكومة البولندية في المنفى (وخاضع لها)، لم يتخيل نفسه فقط كمنظمة مقاومة مسلحة، ولكن أيضًا كأداة واصلت القيام بدور الدولة البولندية من خلالها إدارة أراضيها المحتلة.

### 1941-1943: النمو
بحلول عام 1942، تمت تسوية معظم الاختلافات بين السياسيين في بولندا المحتلة والمنفى بشكل إيجابي. بحلول عام 1943، تطور PKP ليصبح الممثل السياسي الداخلي (كراجوا ريبريزنتسخيا بوليتيتشنا، KRP)، والذي كان بمثابة أساس مجلس الوحدة الوطنية (Rada Jedności Narodowej ، RJN)، الذي تم إنشاؤه في 9 يناير 1944. المجلس، برئاسة كازيميرز بواك، كان ينظر إليه على أنه برلمان سري. وفي الوقت نفسه، توسعت الذراع العسكرية للدولة السرية السرية بشكل كبير، وتحولت ZWZ إلى جيش الوطن في عام 1942. وكان من بين قادة ZWZ-AK ستيفان رويكي وتاديوس كوموروفسكي وليوبولد أوكوليكي.

### 1944-1945: رفض وحل
حل الذراع العسكري للدولة السرية، أرميا كراجوا، رسميًا في 19 يناير 1945 لتجنب النزاع المسلح مع السوفييت والحرب الأهلية. على مدى السنوات القليلة المقبلة، عزز الشيوعيون قبضتهم على بولندا، وقاموا بتزوير الانتخابات، واضطهاد المعارضة والقضاء عليها كقوة سياسية. بقايا المقاومة المسلحة ( NIE ووفد القوات المسلحة لبولندا والحرية والاستقلال ) الذين رفضوا إلقاء أسلحتهم والاستسلام للنظام الشيوعي استمروا في الصمود لعدة سنوات مع الجنود الملعونين، الذين يقاتلون القوات الشيوعية المدعومة من الاتحاد السوفيتي حتى القضاء عليها.